# فیلم باب‌اسفنجی: اسفنج بیرون از آب
فیلم باب اسفنجی: اسفنج بیرون از آب (به انگلیسی: The SpongeBob Movie: Sponge Out of Water) یک انیمیشن پویانمایی، کمدی، ماجراجویی ساخته استیون هیلنبرگ است. این فیلم از مجموعه فیلمهای باب اسفنجی است. این فیلم از سری ماجراهای باب‌اسفنجی شلوارمکعبی ساخته شده‌است و در ۶ فوریه سال ۲۰۱۵ به نمایش درآمد.
این فیلم دارای صحنه زنده و اکشن می‌باشد که از مکان‌هایی مانند ساوانا، جورجیا، تایبی و آیلند گرفته شده‌است و شخصیت‌های این انیمیشن نیز در این مکان حضور دارند.
پائول تیبیت فیلم ۹۳ دقیقه‌ای «باب اسفنجی: اسفنجی بیرون از آب» را بر مبنای فیلم‌نامه جاناتان ایبل و گلن برگر ساخته‌است. آنتونیو باندراس، بیل فیگر بک و تام کنی از صداپیشگان این فیلم هستند.
این فیلم ترکیبی از دو بخش لایو اکشن و پویانمایی است. در فیلم «باب اسفنجی: اسفنج بیرون از آب» باب اسفنجی، پاتریک و بقیه دوستانشان در همان فرم دو بعدی انیمیشنی خود تصویر شده‌اند اما در بخشی از فیلم که آن‌ها باید بیرون از آب و روی خشکی بروند تا بتوانند دنیا را نجات دهند، پویانمایی سه‌بعدی و با استفاده از فناوری سی‌جی‌آی ساخته شده‌است.
«فیلم باب‌اسفنجی: اسفنج بیرون از آب» در کل نقدهای مثبتی را از منتقدان دریافت کرده‌است. این فیلم در وب‌سایت راتن تومیتوز از میان ۸۲ نقد مختلف امتیاز ۷۸ درصد و ۶٫۴ از ۱۰ را کسب کرده‌است.
این انیمیشن در اواخر اردیبهشت ۹۴ توسط گروه دوبلاژ رسانه افزار مهر دوبله شد. دوبله این انیمیشن بر روی نسخه پرده‌ای صورت گرفت و به گفته خود این گروه پروسه مشکلی را به دلیل کیفیت پایین صدا و تصویر به همراه داشت؛ و همچنین افزودند که به احتمال زیاد در سراسر کشور نیز این انیمیشن توزیع شود. . گروه پرشین تون با صداپیشگان قدیمی یک دوبله جذاب تهیه کردند. گروه گلوری با مدیریت مهرداد رئیسی دوبله‌ای با فرق اساسی ارائه کردند که زیاد مورد پسند واقع نشد.

## داستان
ریشبرگر دزد دریایی کتابی باستانی را می‌دزدد و از وقتی آن را همراه پرندگان وراجی می‌خواند داستان باب اسفنجی روایت می‌شود. ابتدای داستان پلانکتون برای دزدی فرمول اقدام می‌کند که ناموفق است و فرمول غیب می‌شود. باب تنها شخص شاهد ماجراست و می‌داند فرمول غیب شده. اما خرچنگ به پلانکتون شک می‌کند و فکر می‌کند او فرمول را دزدیده. بعد از ان پلانکتون و باب شهر را ترک می‌کنند با ماشین زمان که باب اسفنجی به گذشته برمیگردد و فرمول شبیه سازی که پلانکتون درست کرده بود را برمیدارد یعنی در واقع اشتباه برداشته و با بازگشت به حال بوی همبرگر ریشبرگر دزد دریایی که فرمول را دزدید احساس شد و باب اسفنجی و پاتریک و بختاپوس و آقای خرچنگ و سندی و پلانکتون با کمک دلفینی که مشتری و زحل را نظارت میداد هوا توانستند تنفس کنند و سراغ فرمول بروند

## طراحی شخصیت‌ها
طراحی شخصیت‌های این فیلم سینمایی در استودیو روگ-درافت واقع در کره جنوبی انجام شده‌است.

## در رسانه‌های دیگر

### بازی ویدئویی
دو بازی ویدئویی به نام‌های Sponge on the run (اندروید و ایفون) و باب‌اسفنجی شلوارقهرمانی (پلی‌استیشن ۳ و اکس باکس ۳۶۰) بر اساس این انیمیشن ساخته شده‌است.